# Dietmar Müller (Historiker)
Dietmar Müller (* 1969 in Hermannstadt) ist ein deutsch-rumänischer Historiker.
Müller absolvierte von 1991 bis 1999 ein Studium der Osteuropastudien und der Ost- und Südosteuropäischen Geschichte an der Freien Universität Berlin und an der School for Slavonic and East European Studies London. Er wurde 2004 an der FU Berlin promoviert und habilitierte sich mit vergleichenden Arbeiten zu Citizenship und Minderheiten sowie zu Bodeneigentum und Agrarreformen im östlichen Europa. Er lehrt Vergleichende Kultur- und Gesellschaftsgeschichte Europas an der Universität Leipzig. Er vertritt die Professur für Kulturgeschichte des östlichen Europa am Global and European Studies Institute in Leipzig.
Arbeitsschwerpunkte in Forschung und Lehre sind Rechtsstaat und Rechtskultur, Völkerrecht und internationale Organisationen, ländlicher Raum und Entwicklung. Er leitet ein Forschungsprojekt zum ungarisch-rumänischen Optantenstreit, ist Teilprojektleiter „Rechtsstaatlichkeitsvorstellungen in Ostmitteleuropa“, Mitglied eines Forschungsprojekts zur Unteren Donau sowie des Jean-Monnet-Spitzenforschungszentrums „Die Europäische Union und ihre ländliche Peripherie in Ostmitteleuropa“.

## Schriften (Auswahl)
- mit Liesbeth van de Grift, Corinna R. Unger (Hrsg.): Living with the land. Rural and agricultural actors in twentieth-century Europe – A handbook. Berlin: De Gruyter Oldenbourg 2023, ISBN 978-3-11-067856-7.
- Bodeneigentum und Nation (1918–1948). Rumänien, Jugoslawien und Polen im europäischen Vergleich, Göttingen: Wallstein Verlag 2020, ISBN 978-3-8353-3644-5.
- mit Hannes Siegrist (Hrsg.): Property in East Central Europe. New York: Berghahn Books 2015, ISBN 978-1-78238-461-8.
- mit Stefan Troebst (Hrsg.): Der Carnegie report on the causes and conduct of the Balkan wars 1912/13. Leipzig: Leipziger Universitätsverlag 2015, ISBN 978-3-86583-967-1.
- Staatsbürger auf Widerruf. Juden und Muslime als Alteritätspartner im rumänischen und serbischen Nationscode. Ethnonationale Staatsbürgerschaftskonzepte 1878–1941 (= Balkanologische Veröffentlichungen. Bd. 41). Harrassowitz, Wiesbaden 2005, ISBN 3-447-05248-1.
- Agrarpopulismus in Rumänien. Programmatik und Regierungspraxis der Bauernpartei und der Nationalbäuerlichen Partei Rumäniens in der Zwischenkriegszeit. Sankt Augustin 2001, ISBN 3-89796-068-0.